# Aranyi István
Aranyi István (Kecskemét, 1793. június 15. – Debrecen, 1864. február 19.) református lelkész, teológiai tanár.

## Élete
A középiskolát szülővárosában, a bölcseletet Nagykőrösön és (1813. november) Debrecenben végezte. 1817-ben letette az esküdti vizsgát. 1820 augusztusában külföldi egyetemre akart menni, de ebben megakadályozták, így Bécsben tanult tovább. Hazatérve 1822-ben a debreceni főiskolában a hit- és egyháztörténelem és gyakorlati teológiának rendes tanárává választották és 1823-ban lelkésszé szentelték. 1835-től magyarul tanított. Révész Imre egyházjogász tartott felette halotti beszédet.

## Munkái
- Az Istennek lélekben és igazságban való imádása. Debreczen, 1826.
- Gyászbeszéd Nagy István felett. Uo. 1832.
- Gyászbeszéd Szentgyörgyi József felett. Uo. 1832.
- Gyászbeszéd Buday Ezsaiás felett. Uo. 1841.